# Verner Blaudzun
Verner Blaudzun (Sønderborg, 23 de março de 1946) é um ex-ciclista dinamarquês que participava em competições do ciclismo de estrada.
Nos Jogos Olímpicos de 1976, em Montreal, competindo na prova dos 100 km de contrarrelógio por equipes, juntamente com Gert Frank, Jørgen Hansen e Jørn Lund, Blaudzun conquistou a medalha de bronze.